# Ilerdorbis
Ilerdorbis es un género de foraminífero bentónico de la subfamilia Ilerdorbinae, de la familia Cyclolinidae, de la superfamilia Cyclolinoidea, del suborden Cyclolinina y del orden Loftusiida. Su especie tipo es Ilerdorbis decussatus. Su rango cronoestratigráfico abarca el Campaniense (Cretácico superior).

## Discusión
Clasificaciones previas incluían Ilerdorbis en el suborden Textulariina y en el orden Textulariida.

## Clasificación
Ilerdorbis incluye a la siguiente especie:
- Ilerdorbis decussatus